# Into the Dark
Into the Dark är en amerikansk skräckantologiserie på den amerikanska streamingtjänsten Hulu, vars avsnitt är fristående och baserar sig på olika helgdagar. Den första säsongen som består av tolv avsnitt hade premiär den 5 oktober 2018. Serien fick sedan en andra säsong som hade premiär den 4 oktober 2019, även den består av tolv avsnitt.
Serien är producerad av Blumhouse Productions, vars grundare Jason Blum agerar som exekutiv producent. Den har inga fasta rollistor, utan har rollensembler som är uppdelade på olika avsnitt. De olika avsnitten har olika regissörer, däribland Patrick Lussier, Nacho Vigalondo, Sophia Takal, Daniel Stamm, James Roday Rodriguez och Gigi Saul Guerrero.
Into the Dark beställdes av streamingtjänsten Hulu i januari 2018, och möttes av positivt gensvar från kritiker. I varje avsnitt medverkade också flera olika skådespelare, såsom Tom Bateman, Dermot Mulroney, Diana Silvers, Nyasha Hatendi, Suki Waterhouse, Matt Lauria, Jimmi Simpson, Keir O'Donnell, Israel Broussard, Aurora Perrineau, Clayne Crawford, Martha Higareda, Corey Fogelmanis, Jude Demorest, Jahkara Smith, Adelaide Kane, Reign Edwards, Britt Baron, Giorgia Whigham, Felicia Day, Tina Majorino, Judy Greer, Barry Watson, Dana Drori och Megalyn Echikunwoke.